# Potamon algeriense
Potamon algeriense е вид ракообразно от семейство Potamidae.

## Разпространение
Видът е разпространен в Алжир, Мароко и Тунис.